# Braxtjärnen, Lappland
Braxtjärnen är en sjö i Åsele kommun i Lappland och ingår i Ångermanälvens huvudavrinningsområde. Sjön har en area på 0,109 kvadratkilometer och ligger 322,5 meter över havet. Sjön avvattnas av vattendraget Stamsjöån.

## Delavrinningsområde
Braxtjärnen ingår i det delavrinningsområde (712879-155026) som SMHI kallar för Utloppet av Braxtjärnen. Medelhöjden är 343 meter över havet och ytan är 2,6 kvadratkilometer. Räknas de 13 avrinningsområdena uppströms in blir den ackumulerade arean 220,22 kvadratkilometer. Stamsjöån som avvattnar avrinningsområdet har biflödesordning 2, vilket innebär att vattnet flödar genom totalt 2 vattendrag innan det når havet efter 222 kilometer. Avrinningsområdet består mestadels av skog (67 procent) och sankmarker (27 procent). Avrinningsområdet har 0,11 kvadratkilometer vattenytor vilket ger det en sjöprocent på 4,2 procent.